# 1-5-2

Колісна схема паровоза тип 1-5-2

Тип 1-5-2 — паровоз з п'ятьма рушійними осями в одній жорсткій рамі з однією, бігунковою і двома підтримуючими осями. Є подальшим розвитком типів 1-5-1, що дозволяє застосувати колосникові ґрати ще більшої площі. Найбільшого поширення даний тип отримав на залізницях США і Канади.
Інші варіанти запису:
- Американський — 2-10-4
- Французький — 152
- Німецький — 1E2

## Радянський союз

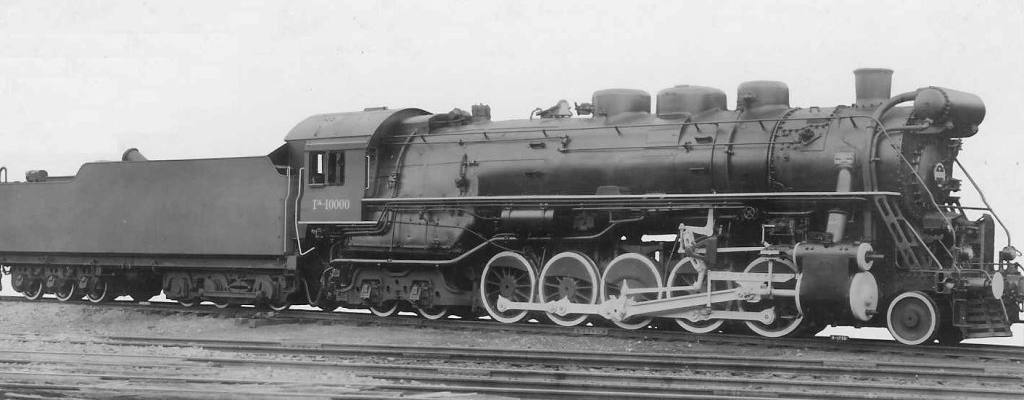
Паровоз типа 1-5-2 серии Т^{А}

Першими паровозами типу 1-5-2 на радянських залізницях стали ТА, випущені в 1931 році в кількості 5 штук американською компанією ALCO. Вони призначалися для перевірки можливості експлуатації паровозів з підвищеними осьовими навантаженнями (23 тс), але після негативних результатів, були усунені від роботи. Під час німецько-радянської війни частина паровозів серії ФД типу 1-5-1 були перероблені в тип 1-5-2, щоб за рахунок додаткової осі знизити осьові навантаження, для можливості експлуатації на залізницях Сибіру. Цим паровозам привласнили позначення ФДР (розвантажені). Після закінчення війни й у зв'язку з поверненням цих паровозів на магістральні лінії, їх знову переробили в тип 1-5-1.
В 1949 році Улан-Уденський паровозоремонтний завод випустив дослідний паровоз типу 1-5-2, що отримав позначення 23 (іноді — УУ). Одночасно з ним, Ворошиловградський завод випустив паровоз ОР23, який був єдиним у світі паровозом, що мав парову машину з розбіжними поршнями. В нормальну експлуатацію ці два паровози не надходили. Паровоз 23 з 1959 року став використовуватися як котельня, а ОР23 залишився на заводі.